# بداوی حسین‌اف
بداوی حسین‌اف (ترکی آذربایجانی: Bədavi Ruslan oğlu Hüseynov؛ زادهٔ ۱۱ ژوئیهٔ ۱۹۹۱) بازیکن فوتبال اهل جمهوری آذربایجان است.
از باشگاه‌هایی که در آن بازی کرده‌است می‌توان به باشگاه فوتبال قره‌باغ، باشگاه فوتبال آنژی مخاچ‌قلعه، و باشگاه فوتبال سومقاییت اشاره کرد.
وی همچنین در تیم‌های ملی فوتبال زیر ۲۱ سال جمهوری آذربایجان و جمهوری آذربایجان بازی کرده‌است.